# Ejby, Middelfarts kommun
Ejby är en tätort i Middelfarts kommun i Region Syddanmark i Danmark. Tätorten har 2 152 invånare (2024). Den ligger på Fyn, cirka 14,5 kilometer sydost om Middelfart. Ejby var centralort i Ejby kommun fram till kommunreformen 2007.
Samhället har en station längs med järnvägslinjen Fynske hovedbane.